# Juliet Cuthbert
Juliet Jean Cuthbert, jamajška atletinja, * 9. april 1964, Saint Thomas, Jamajka.
Nastopila je na olimpijskih igrah v letih 1984, 1988, 1992 in 1996, leta 1992 je osvojila srebrni medalji v teku na 100 m in teku na 200 m, leta 1996 pa bronasto medaljo v štafeti 4×100 m. Na svetovnih prvenstvih je v štafeti 4x100 m osvojila eno zlato, dve srebrni in eno bronasto medaljo, na svetovnih dvoranskih prvenstvih pa srebrno medaljo v teku na 200 m leta 1997.